# The Highlanders
The Highlanders fue un tag team (equipo) escocés de la lucha libre profesional, que se formó a causa de ser familia, pues son primos (kayfabe). Está formado por Robbie (Derek Graham-Couch) y Rory McAllister (Russell Murray). Son conocidos por su trabajo en la World Wrestling Entertainment para la marca Raw

## Carrera
Couch y Murray nacieron en Oban, Escocia (su residencia artística), antes de mudarse a Cambridge, Ontario, Canadá en 1988.
Couch fue el primero en entrar en una escuela de lucha en CAMI Automotive, Inc., donde conoció a su futuro compañero de equipo Murray. Los dos eran entrenados por Waldo Von Erich.

### Circuito independiente (2001-2003)
Debutaron en 2001, y los dos empezaron como pareja con el nombre de Highlanders, en promociones como GLCW, PWA y NSPW, que hacían shows en Ontario, Canadá. Tuvieron su primer feudo contra otra pareja en Ontario, contra los Texas Hell-Razors, que tuvo lugar durante 2 años. Su último combate en el circuito independiente fue en PWA contra Andrew Davis y Phil Latio en Cambridge, Ontario.

### World Wrestling Entertainment

#### "Dark matches" en Heat (2003-2005)
En 2003 empezaron a hacer combates no televisados, debutando en Heat en un combate contra Tajiri y Rhyno, en el que perdieron.

#### Ohio Valley Wrestling (2005-2006)
En julio de 2005, firmaron un contrato en el que prometían estar en el programa de desarrollo de la World Wrestling Entertainment, la Ohio Valley Wrestling (OVW) en el que permanecieron muchos meses.

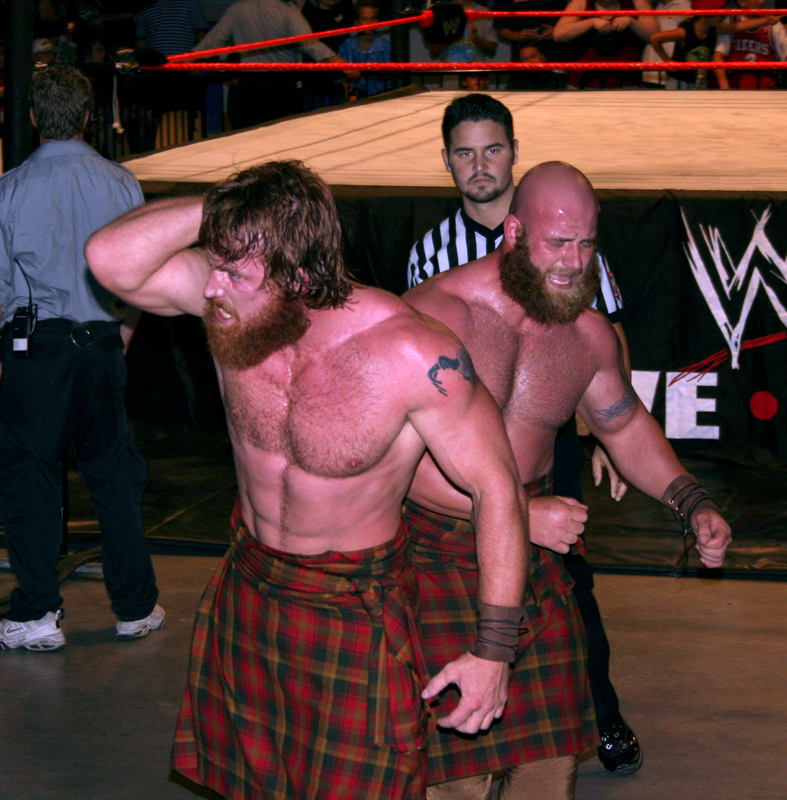
Robbie (izquierda) y Rory McAllister (derecha) dejando el ring tras un combate.

En junio de 2006, empezaron a emitir vignettes en Raw explicando los "personajes" que representaban "The Highlanders" y presentándolos al público.

#### Raw (2006-2008)
"The Highlanders" hicieron su debut en Raw el 3 de julio de 2006, con una victoria frente al dúo Matt Striker y Rob Conway. Esta victoria fue seguida por otra contra el mismo equipo y fueron puestos rápidamente en un combate contra "Spirit Squad" por el ítulo mundial por parejas de la WWE. Antes del combate contra los miembros de "Spirit Squad" Kenny y Mikey, "The Highlanders" fueron apaleados por los otros miembros de "Spirit Squad". Hasta el mes de agosto, continuaron luchando frente a diferentes parejas hasta que consiguieron ganar un combate de tres parejas en un mismo ring contra las parejas Charlie Haas y Viscera, y Lance Cade y Trevor Murdoch, haciéndolos contendientes por el título mundial por parejas que tenían "Spirit Squad". El combate por el título se celebró el 4 de septiembre de 2006 en Unforgiven. La conquista del título no fue posible por el mismo problema que tuvieron anteriormente; los otros "Spirit Squad" interrumpieron el combate.
"The Highlanders" perdieron un "Texas Tornado match" en Cyber Sunday y un "Tag Team Turmoil match" en New Year's Revolution por un futuro combate por el título. Entre los pago por visión, tuvieron un pequeño feudo contra Lance Cade & Trevor Murdoch, ambas parejas intercambiaban victorias en Heat antes de terminar su feudo el 4 de diciembre de 2006 en un episodio de RAW, donde derrotaron a Cade y Murdoch en un combate tributo a Roddy Piper.
A finales de 2006, compitieron sobre todo en Heat, y ocasionalmente en RAW en 2007 apoyando a luchadores como Snitsky. El 24 de septiembre de 2007 en un episodio de RAW, "The Highlanders" interrumpieron un combate entre Paul London & Brian Kendrick y Lance Cade & Trevor Murdoch por el título por parejas, a causa de que ellos también querían el título por parejas, haciendo que se volvieran heel. El 12 de noviembre de 2007 perdieron un combate para ser los contendientes por el título mundial por parejas. Tras esto, tuvieron un feudo con London y Kendrick, y con Jim Duggan y Super Crazy, combatiendo sobre todo en Heat
"The Highlanders" tuvieron un combate para clasificarse en la "Royal Rumble", pero perdieron frente al equipo formado por Mick Foley y Hornswoggle. "The Highlanders" solo aparecieron una vez en ECW antes de que Rory se lesionara el músculo pectoral, y tuvo 6 meses de recuperación a partir de febrero de 2008. En ese combate, perdieron contra los campeones por parejas de la WWE, entonces John Morrison & The Miz. Robbie empezó a luchar a solas, por la lesión de su compañero.
En su último combate televisado (11 de agosto de 2008) fueron derrotados por Cryme Tyme. Fueron librados de sus contratos el 15 de agosto de 2008.

### Vuelta a los circuitos independientes (2008-2014)
En septiembre de 2008, Rory y Robbie retornaron a circuitos independientes en combates "uno contra uno" por todo EE. UU., Canadá y Europa.
En abril de 2010, se convirtieron en los campeones por parejas de la CWI en Ontario, Canadá. Robbie también se convirtió en el campeón de los pesos pesados de la MPW de Ontario, ganando a Tyson Dux. En agosto de 2011, Highlander Robbie apareció en la gira de la costa este de CWI con el pelo corto y la barba rapada y anunció que ya no era Highlander Robbie McAllister y que a partir de ese momento sería conocido como Robert Graham.
Los Highlanders se reunieron el 19 de enero de 2013 en el show WAR X - 10th Anniversary en Lima, Ohio. Los dos se volverían a reunir por última vez en el 11º aniversario de WAR el 18 de enero de 2014.

## Vida personal
Murray y su prometida Gina tienen un hijo llamado Ian, que nació el 4 de febrero de 2008. La pareja se conocieron en Cincinnati, Ohio, donde ambos residían. Tienen planes de boda.
Ambos miembros de la pareja tienen tatuajes que representan a sus familias escocesas.
En la edición del 27 de marzo de 2008 de TNA Impact!, Robbie estuvo de público en la "Impact Zone" y fue mostrado por la cámara (bajo su nombre real para prevenir la rivalidad WWE/TNA). WWE rápidamente llamó a Robbie y le dijo que saliera de allí inmediatamente, y lo hizo. El evento fue pocos días antes de WrestleMania XXIV, cuando ambas compañías estaban en el área de Orlando. Robbie perdió sus 5000 dólares de paga por aparecer en Wrestlemania. Robbie luego dijo que no era feliz en la WWE, y que, mirando atrás, iba a ser despedido en breve.

## En lucha
- Movimientos finales
  - Double slingshot inverted suplex
  - Scot drop[21]

- Movimientos de firma
  - Battering ram

- Movimientos finales de Robbie

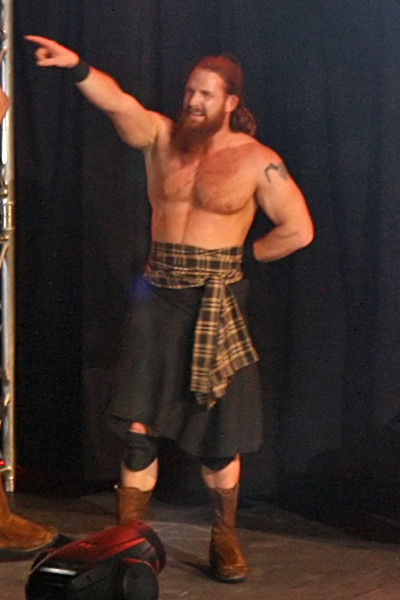
Robbie en 2007.

  - Kneeling double underhook piledriver (En circuitos independientes)

- Movimientos de firma de Robbie
  - Double axe handle blow to the chest
  - Double underhook powerbomb
  - Headbutt
  - Placing an opponent's head underneath his kilt

- Movimientos finales de Rory
  - Slingshot inverted suplex

- Movimientos de firma de Rory
  - Double axe handle blow to the chest
  - Cabezazo
  - Poner la cabeza del oponente debajo de su falda
  - Side slam backbreaker

## Campeonatos y logros

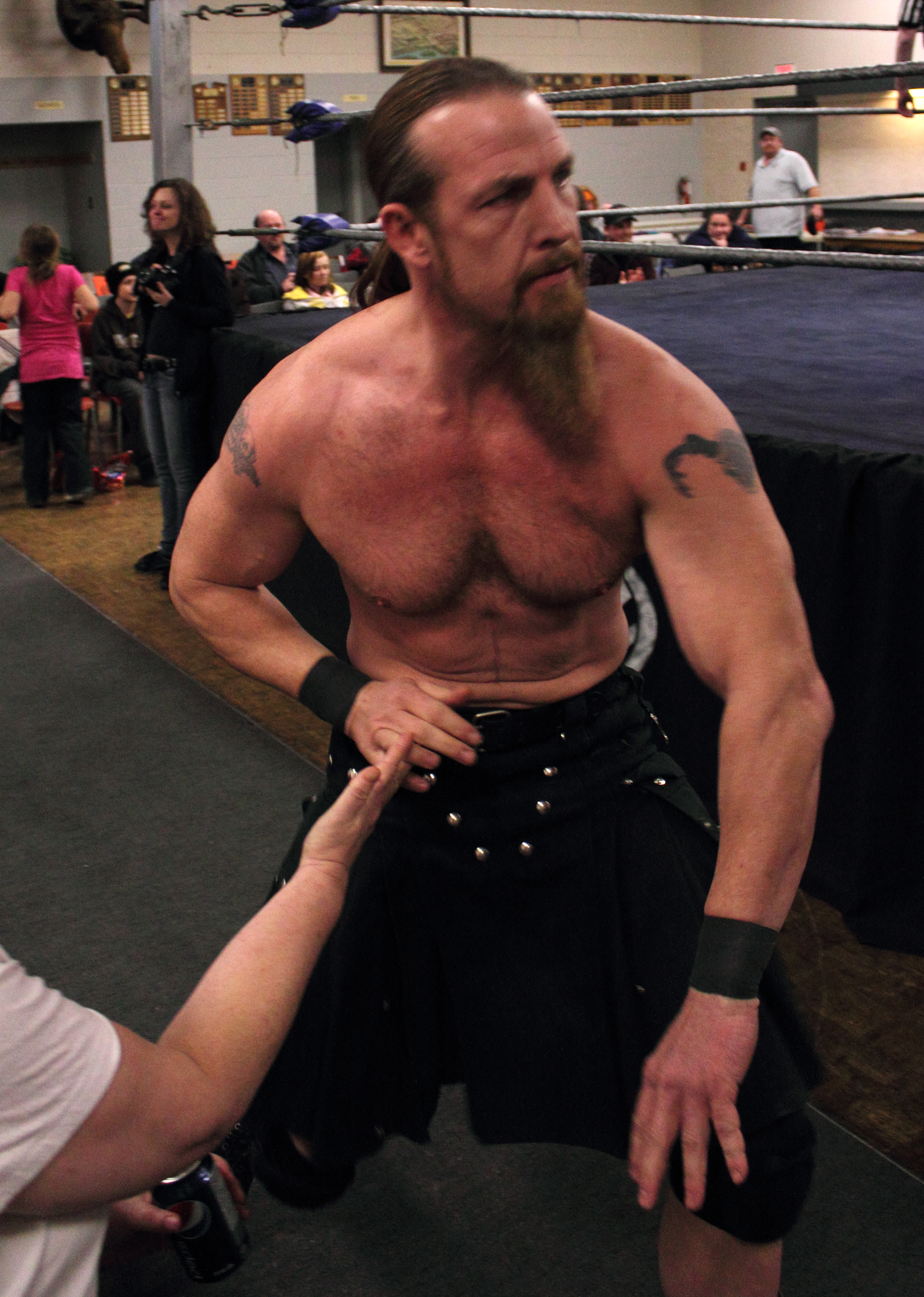
Robbie en enero de 2011.

### En pareja
- Championship Wrestling International
  - CWI Tag Team Championships (1 vez)

- Legend City Wrestling
  - LCW Heavyweight Championship (1 vez) – Robbie

- Maximum Pro Wrestling
  - MaxPro Triple Crown Championship (1 vez) – Robbie

- Neo Spirit Pro Wrestling
  - NSPW Tag Team Championships (3 veces)

- TWA Powerhouse
  - TWA Championship (1 vez) – Robbie[22]

- Pro Wrestling Illustrated
  - PWI calificado a Robbie el número 168 de los mejores 500 luchadores de la Pro Wrestling Illustrated en 2006
  - PWI calificado a Rory número 176 de los mejores 500 luchadores de la Pro Wrestling Illustrated en 2006